# Tamburo parlante
Il kalangu, meglio noto col nome inglese talking drum, è un tamburo a clessidra originario dell'Africa occidentale. Il suonatore tiene il tamburo immediatamente sotto l'ascella sinistra, sostenuto da una tracolla, o lo sostiene circondandolo col braccio sinistro (nel caso dei tamburi più grandi), mentre lo colpisce con una singola bacchetta ricurva tenuta nella mano destra. Il braccio sinistro agisce sulle corde che tengono tese le membrane del tamburo, premendole per tenderle o lasciandole per allentarle, modificando così il tono prodotto dallo strumento. I musicisti più abili riescono a produrre modulazioni che ricordano quelle della voce umana, specialmente con riferimento ai linguaggi tonali di alcune zone dell'Africa. Presso alcuni popoli (per esempio i Bulu del Camerun), questa tecnica è stata raffinata al punto che con il tamburo vengono riprodotte vere e proprie frasi e nomi di persona, è questo il motivo da cui deriva il proprio nome.

## Storia
L'origine storica del tamburo parlante risale almeno all'Impero del Ghana; è uno strumento tradizionale presso diversi popoli, inclusi gli Hausa e gli Yoruba della Nigeria, i Dagomba del Ghana settentrionale, i Wolof del Senegal. Sono molto usati dai griot, i cantori-sacerdoti dell'Africa occidentale.
Nelle diverse regioni ci sono varianti sulla forma dello strumento o diverse denominazioni. I Wolof lo chiamano tama; gli Yoruba gan gan, dun dun o dundun; gli Ashanti dondo; i Dagomba lunna; gli Hausa kalangu.
Nel XX secolo, il tamburo parlante ha trovato largo impiego in numerose forme di musica popolare dell'Africa occidentale; viene usato per esempio nella musica mbalax (Senegal) e nella musica fuji e jùjú (Nigeria). Come altri strumenti tradizionali africani, il tamburo parlante è stato anche impiegato da musicisti occidentali. In Italia, per esempio, compare su diversi album del gruppo folk dei Modena City Ramblers.
Assane Thiam (che ha suonato anche nella band di Youssou N'Dour), è considerato uno tra i migliori suonatori di tamburo parlante.

## L'Ayan
La regista ghanese Nana O Ayim, in un cortometraggio del 2006, Crossover, parla della tradizione del tamburo parlante ayan, chiamata drum poetry; i tamburi suonati dagli Okyerema sono chiamati atumpan.

## Curiosità
Nel brano The Talking Drum, sull'album Larks' Tongues in Aspic dei King Crimson, il percussionista Jamie Muir utilizza numerose percussioni, ma non risulta che fra di esse vi fosse effettivamente un talking drum.